# Соколов, Михаил Михайлович (военный)
Михаи́л Миха́йлович Соколо́в (5 [17] сентября 1885, Москва, Российская империя — 6 августа 1985, Сан-Франциско, Калифорния, США) — русский военачальник, генерал-майор (1920), участник Первой мировой и Гражданской войн.

## Биография
Из потомственных дворян, сын офицера. В 1904 году окончил 2-й Московский кадетский корпус, в 1906 году Николаевское кавалерийское училище по 1-му разряду. В 1906 году выпущен был корнетом гвардии в Кирасирский Её Величества лейб-гвардии полк. В 1909 году произведён в поручики гвардии, в 1912 году в штабс-ротмистры гвардии.

### Первая мировая война
Участник Первой мировой войны с 1914 года в составе Лейб-гвардии Кирасирского ЕИВ полка. В 1915 году произведён в ротмистры гвардии.
18 марта 1915 года за храбрость был награждён Георгиевским оружием:
за то, что, вызвавшись охотником, с ½ эскадроном и пулемётом в ночь с 19 на 20 сентября 1914 года прорвался сквозь сторожевое охранение противника, произвёл там переполох и выяснил расположение неприятельских кавалерийских и пехотных частей. Вечером того же дня, видя, что находившийся в бою батальон пехоты, не имея пулемётов, не может продвинутся вперёд, по собственной инициативе, взяв пулемёт и спешив людей, поддержал правый фланг пехотных частей, чем склонил успех боя на нашу сторону и дал возможность батальону перейти в энергичное наступление
.
18 июля 1916 года за храбрость был награждён орденом Святого Георгия 4-й степени:
за то, что 18 сентября 1915 года, лично предводительствуя эскадроном в конном строю, с боя овладел укреплённым фольварком Курополь, занятым пехотой противника. Овладение фольварком заставило немцев очистить всю позицию и дер. Девятники и тем обеспечило фланг и тыл соседней бригады
.
В 1917 году произведён в полковники гвардии. В апреле 1918 года находился в Петрограде, затем перебрался в Сибирь.

### Гражданская война
В годы Гражданской войны командовал 29-м пехотным Троицкосавским полком и одновременно с 20 апреля 1919 года был начальником Сретенского гарнизона.
Участник Сибирского ледяного похода. В 1920 году произведён в генерал-майоры с назначением генералом для поручений при главнокомандующем всеми вооружёнными силами Российской Восточной окраины атамане Г. М. Семёнове, затем был председателем военно-следственной комиссии при Дальневосточной армии и членом постоянной Думы Георгиевских кавалеров при штабе этой армии.

### Жизнь в эмиграции
С 1922 года эмигрировал в Китай. С 1949 года жил в США, был председателем 5-го отдела Гвардейского объединения в Сан-Франциско.
Умер 6 августа 1985 года в Сан-Франциско, не дожив месяца до своего 100-летия.
Был последним умершим белым генералом из всех антибольшевистских армий в России.

## Награды
- Орден Святого Станислава 3-й степени с мечами и бантом (1914 год);
- Орден Святой Анны 3-й степени с мечами и бантом (1914 год);
- Орден Святого Станислава 2-й степени с мечами (1914 год);
- Орден Святой Анны 2-й степени с мечами (1915 год);
- Орден Святого Владимира 4-й степени с мечами и бантом (1915 год);
- Георгиевское оружие (ВП 18.3.1915 года);
- Орден Святого Георгия 4-й степени (ВП 18.7.1916 года);

Награды Белого движения:
- Знак отличия Военного ордена «За Великий Сибирский поход» 1-й степени (1920 год).